# Ray C. Dougherty
Ray C. Dougherty (Nova Iorque, 1940) é um linguista estadunidense, membro da Faculdade de Artes e Ciências da Universidade de Nova Iorque. Ele recebeu o título de bacharel em engenharia pelo Dartmouth College e de doutor em linguística pelo Instituto Tecnológico de Massachusetts em 1968. No MIT, Dougherty foi aluno de Noam Chomsky, trabalhando no campo da gramática transformacional. Durante a guerra linguística na década de 1970, ele foi crítico do movimento da semântica gerativa. Especializado em linguística computacional, Dougherty publicou uma série de trabalhos e artigos sobre o assunto.
Nos últimos anos, Dougherty tem mostrado interesse principal na área de biolinguística, concentrando-se no papel da cóclea na evolução dos sistemas de comunicação animal e nas aplicações naturalistas da teoria da informação. Além disso, fez inúmeras contribuições para o avanço do estudo da semiótica na Universidade de Nova Iorque.

## Obras
- "A grammar of coordinate conjoined structures, Part I," 1970, Language 46: 850.
- "A grammar of coordinate conjoined structures, Part II," 1971, Language 47: 298.
- "Generative semantics methods: A Bloomfieldian counterrevolution," 1974, International  Journal of  Dravidian Linguistics 3: 255.
- "Harris and Chomsky at the Syntax-Semantics Boundary," 1975, In D. Hockney (ed.), Contemporary Research In Philosophical Logic and Linguistic Semantics, (Dordrecht: Reidel).
- "Einstein and Chomsky on scientific methodology," 1976, Linguistics 167: 5.
- "An Information-Theoretical Model of Grammar Reproduction," 1979, Proceedings of the Annual Meeting of the Linguistic Society of America.
- "Current Views of Language and Grammar," 1983, In F. Machlup & U. Mansfield (eds.), The Study of Information: Interdisciplinary Messages, (New York: Wiley).
- Digital Signal Processing, 1984 (Englewood Cliffs, NJ: Prentice-Hall) (with William D. Stanley and Gary R. Dougherty).
- "Language learning machines," 1987, Semiotic Inquiry 8: 27.
- Natural Language Computing: An English Generative Grammar in Prolog, 1994 (Hillsdale, NJ: Lawrence Erlbaum Press).
- "Strings, Lists and Intonation in Garden Path Sentences: Can it, Plan it, or planet?" 2004, In C. Leclère, É. Laporte, M. Piot, & M. Silberztein (eds.), Syntax, Lexis & Lexicon-Grammar: Papers in Honour of Maurice Gross, (Philadelphia: John Benjamins).
- "Information Theory Defines 'Mathematically Conceivable Communication System'," 2007, Proceedings of the Biolinguistic Investigations Conference, Santo Domingo.
- "A Minimalist Theory of Auditory Interfaces: Why the Larynx Descended," 2007, Proceedings of the Biolinguistic Investigations Conference, Santo Domingo.